# Hermann Gottfried Horn

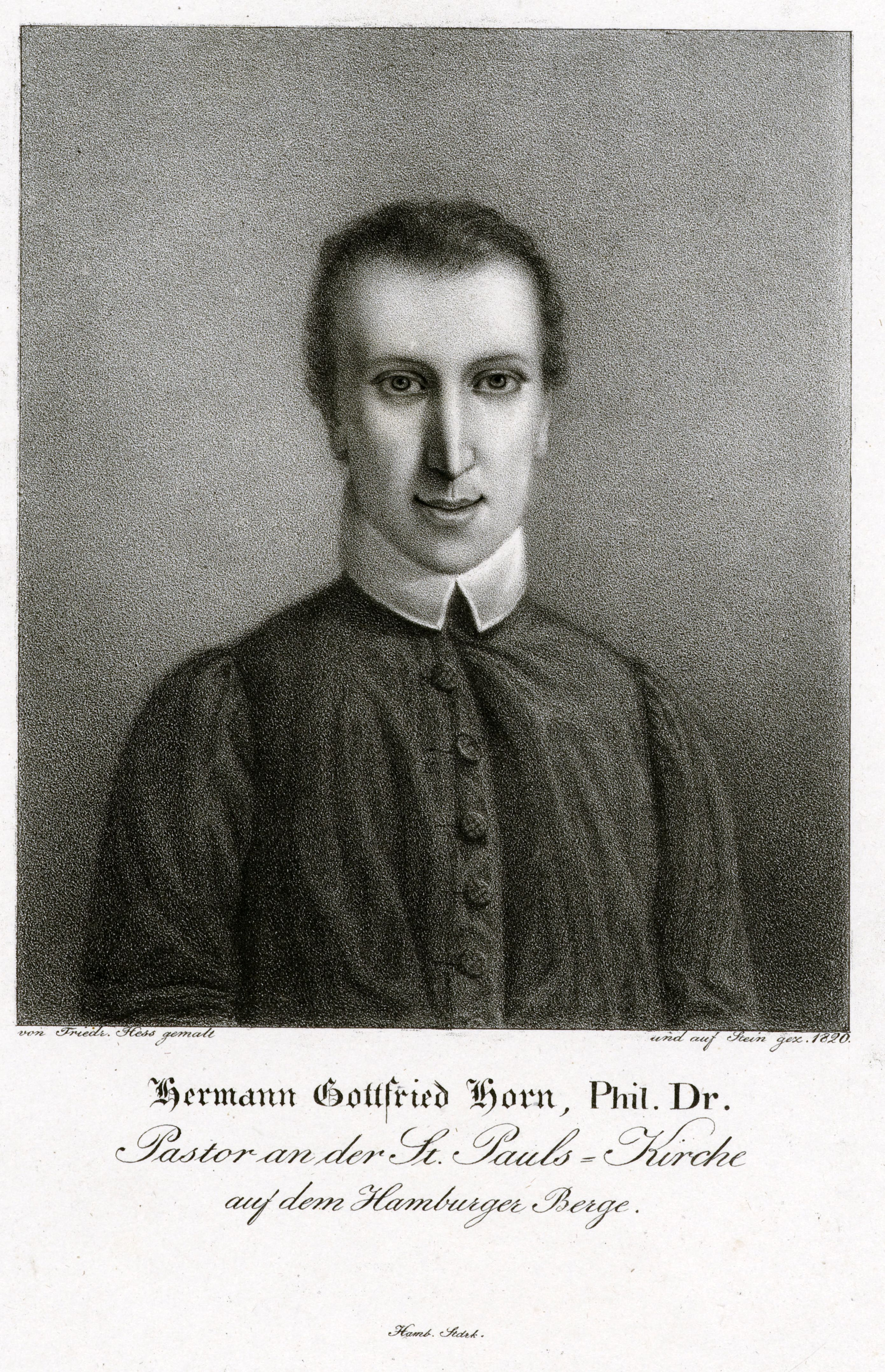
Lithographie von Friedrich Hess (1820)

Hermann Gottfried Horn (* 18. Juli 1788 in Hamburg; † 30. Mai 1849 in Bad Kissingen) war ein deutscher evangelisch-lutherischer Theologe.

## Leben
Er war der Sohn des Hamburger Postbeamten Alexander Ludwig Horn und der Katharina Elisabeth Groth. Horn besuchte zunächst von 1798 bis 1808 die Gelehrtenschule des Johanneums und wechselte Ostern 1808 auf das akademische Gymnasium. Ostern 1809 ging er dann an die Universität Helmstedt, um dort Theologie zu studieren. Das Studium setzte er 1810 für zwei Jahre an der Universität Göttingen fort und promovierte dort zum Dr. phil. In seiner nicht veröffentlichten Dissertation behandelte er den Propheten Habakuk.
Nach seiner Promotion ging er 1812 zunächst als Collaborator nach Harburg, wechselte aber Ostern 1815 wieder in seine Heimatstadt Hamburg. Dort wurde er am 17. November 1815 unter die Kandidaten des Geistlichen Ministeriums aufgenommen und kam am 5. Dezember als Collaborator ans humanistische Gymnasium Johanneum, seine erste Schule.
Schon in diesen jungen Jahren verschaffte sich Horn einen sehr guten Ruf als ein äußerst begabter Redner. Als er dann 1819 für ein Pastorenamt in Hamburg zur Wahl stand, wollte die Kirchengemeinde der Hamburger St. Jacobi-Kirche sogar ihren Kirchturm für den Fall erneuern, dass Horn nach St. Jacobi käme, da er auch hier zur Wahl stand. Als Horn nicht dorthin kam, unterblieb folgerichtig auch der Kirchturmbau.
Am 5. Dezember 1819 wurde Horn zum Pastor an der gerade erst neu gebauten St. Pauli-Kirche auf dem Hamburger Berg ernannt, dem ältesten Teil des heutigen nach dieser Kirche benannten Stadtteils St. Pauli. Am 9. März 1820 wurde er in sein Amt eingeführt, nachdem die neue Kirche ihre Weihe erhalten hatte. Ebenfalls 1820 heiratete er die Hamburgerin Friederike Bluhme, mit der er vier Söhne und eine Tochter hatte, die ihn alle überlebten.
Horns Predigten waren so gut und erfreuten sich deshalb so großer Beliebtheit, dass auch Mitglieder anderer Kirchengemeinden und sogar anderer Konfessionen sonntags zu ihm in die Kirche St. Pauls kamen. Etliche seiner Predigten wurden im Laufe seiner Amtszeit auch veröffentlicht.
Als Horn am Sonntag Judica 1845 (5. Fastensonntag in der Passionszeit) sein 25-jähriges Amtsjubiläum feierte, litt er bereits an Hypochondrie. Er starb 1849 während eines Kuraufenthaltes in Bad Kissingen im Alter von 60 Jahren, zehn Monaten und 13 Tagen.
Nach seinem Tod verkaufte die Buchhandlung und Galerie Commeter ab 31. August 1849 ein Porträtfoto von ihm in dem damals üblichen Daguerreotypie-Verfahren. Schon bald nach seiner Amtseinführung war bereits 1820 eine Lithografie seines Porträts, gemalt von Friedrich Hess, veröffentlicht worden. Ein in Öl gemaltes Horn-Porträt befindet sich heute im Museum für Hamburgische Geschichte.

## Veröffentlichungen (Auswahl)
- Predigten von Hermann Gottfried Horn, Pastor an der St. Pauls Kirche auf dem Hamburger Berge, 12 Predigten, Verlag Johann August Meißner, Hamburg 1823[10][11]
- Nachricht von den Predigerwahlen in Hamburg ab 1695 (bis 1846), aufgezeichnet von Pastor Hermann Gottfried Horn an St. Pauli, Verlag Bartels, Hamburg 1846